# Anadyr' (fiume)
L'Anadyr' (in lingua russa Ана́дырь) è un fiume artico della Russia nord-orientale.

## Descrizione
Il fiume nasce sull'altopiano dell'Anadyr' da un piccolo lago di montagna (il lago V"ėnyngytgyn) a un'altezza di 680 m e scorre nella parte centrale della Čukotka con direzione mediamente orientale, attraversando il vasto bassopiano omonimo; sfocia nel golfo dell'Anadyr', ampia insenatura del mare di Bering, dopo essere confluito nella baia Onemen (a poca distanza dalla foce della Velikaja, altro importante fiume della zona) e nel liman dell'Anadyr'.
La lunghezza del fiume è di 1 150 km, l'area del suo bacino è di 191 000 km².
Fra i numerosi affluenti, i maggiori sono Jablon, Eropol e Majn da destra, Činejveem, Belaja, Tanjurer da sinistra. Ci sono circa 200 000 laghi nel bacino; sono per lo più termocarsici, con una superficie d'acqua inferiore a 1 km². Il più grande è il lago Krasnoe.
Il fiume soffre di lunghissimi periodi di gelo, mediamente a partire da metà ottobre (anche settembre nell'alto corso) fino a fine maggio e primi di giugno. Questa rigidità climatica è anche la causa del bassissimo popolamento dell'intero bacino: gli unici centri di qualche rilievo che vengono toccati, in più di 1 150 km di corso sono Markovo, nel medio corso, il porto marittimo di Anadyr' presso la foce, e alcuni villaggi, tra cui Ust'-Belaja.